# Philip Henslowe
Philip Henslowe (h. 1550 – 6 de janeiro de 1616) foi um empresário do teatro isabelino. Sua reputação atual radica na sobrevivência de seu Diário, que é a fonte principal de informação sobre o mundo teatral da Londres renascentista.